# Amador Famadas i Blanxart
Amador Famadas i Blanxart (Girona, 1889 – Barcelona, 1962) va ser un tenor català de molta anomenada a començaments del segle xx.
Estudià amb Bonaventura Frígola i Frígola i al conservatori del Liceu. Debutà a Les Arenes de Barcelona el 1909, al teatro Real de Madrid el 1910, i al Liceu el 1912, i posteriorment s'incorporà a la San Carlo Grand Opera Company, amb què cantà a Roma, a Nàpols i, als EUA, a Nova York i Filadèlfia; el 1933 estrenà Neró i Acté, de Joan Manén, al Liceu. El seu rastre artístic s'esvaeix entre la Guerra Civil i el franquisme.
A partir dels anys quaranta, allunyat dels escenaris, s'instal·la a Barcelona.
La seva figura és el personatge principal de l'obra El darrer cant d'Amador Famadas (2021), de Pau Saavedra.